# Álbum

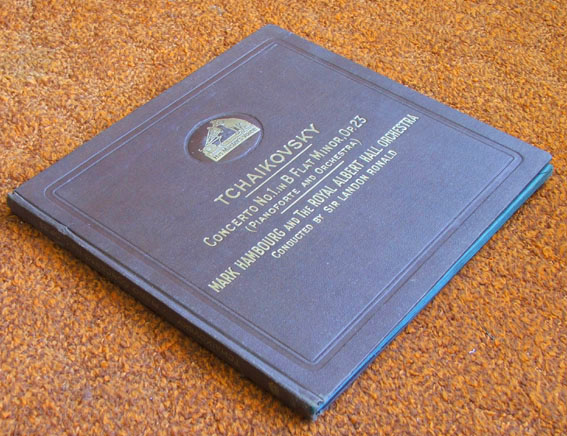
Um álbum musical com formato de livro

Um álbum musical é uma coleção de músicas relacionadas, lançadas juntas comercialmente em um formato de áudio para o público. As faixas do álbum normalmente estão relacionadas quanto a tema e estilo musical, mas isso não é uma regra. Um álbum pode ser lançado em diversas mídias diferentes, desde mídias "físicas", como CD, DVD áudio, fita cassete e disco de vinil, até mídias "digitais", como arquivos MP3 e AAC.
O álbum de maior sucesso e popularidade de todos os tempos, além de ser o mais vendido (com mais de 60 milhões de unidades comercializadas) é Thriller, do cantor e compositor norte-americano Michael Jackson, lançado pela gravadora Epic Records, em novembro de 1982.

## História
Nas décadas de 1950 e de 1960, as companhias RCA e CBS disputavam a hegemonia entre dois formatos da música popular massiva, enquanto a RCA apostava no compacto simples gravado em um disco de 45 rotações por minutos, a CBS defendia a venda de álbuns gravados em Lps. Tornado público por Frank Sinatra (In the Wee Small Hours, 1955), a ideia de álbum remete a um produto musical fechado com mais de quarenta minutos, criado a partir de um título que agrupa entre doze e catorze canções, parte gráfica, letras, ficha técnica e agradecimentos. O formato atingiu a maturidade na década de 1960, quando grupos como The Beatles (Sgt. Pepper's Lonely Hearts Club Band, 1967) e The Who (Tommy, 1969) lançaram álbuns sofisticados e a ideia de álbum conceitual. Assim, o álbum deixa de vez de ser apenas uma coleção de sucessos já lançados em compactos, para se tornar ele mesmo a obra fonográfica – um conjunto de canções, com parte gráfica, letras, ficha técnica, agradecimentos e um título, lançados por um determinado grupo ou intérprete.

## Formatos
LPs de vinil têm dois lados, cada um constituído por metade do álbum. Se um álbum de rock ou pop continha faixas lançadas separadamente como singles comerciais, eram convencionalmente colocados em posições específicas no álbum. Uma configuração comum era ter o álbum conduzido fora pelo segunda e terceiro single, seguido por uma balada. O "primeiro" single era conduzido fora do 2° lado.
A fita cassete era um meio popular para a distribuição de música pré-gravada no final dos anos 1970 até a década de 1990. A primeira "fita cassete" foi introduzida pela Philips em agosto de 1963, na forma de um protótipo. Fitas cassete tornaram-se especialmente populares durante a década de 1980, após o advento do Sony Walkman, o que permitiu aos usuários controlarem pessoalmente o que escutavam.

## No Brasil
No início da década de 1960 já era possível constatar uma mudança na rádio no Brasil, a maioria das emissoras passava a compor sua programação à base de discos. É que, com a popularização da televisão, o rádio precisou encontrar uma nova linguagem mais econômica. Por volta de 1964, a Rádio Globo do Rio de Janeiro e a Rádio Bandeirantes de São Paulo tornaram-se líderes de audiência em seus respectivos estados depois de instituírem as bases de um novo formato radiofônico calcado em programação de estúdio com música, esporte e jornalismo. Nesse momento, os discos de rock ganhavam uma importância ainda maior no panorama musical brasileiro. Na década de 1950 o compacto era o formato principal da indústria fonográfica brasileira. No lado A do disco era gravado a canção mais indicada a ser tocada no rádio e no lado B outra canção de menor apelo. Para Roy Shuker, "o single atraiu os jovens com baixo poder aquisitivo. Para as gravadoras, era mais econômico produzir um single que um álbum, além do single funcionar como um teste de mercado".
Apesar da posição do Brasil como país periférico, o consumo do produto fonográfico mais caro, o álbum, era o carro-chefe da indústria fonográfica, em uma tendência bem próxima aos países capitalistas centrais. A instituição do álbum como produto principal da indústria fonográfica modificou as estratégias de produção da música popular massiva e tornou necessário que produtores, compositores e intérpretes levassem em consideração as oito ou dez faixas, a ordem, a sequência e a coerência das canções. Para Dias, "a adoção do LP traz consigo uma mudança profunda nos rumos da produção, uma vez que torna o artista mais importante que o disco" (2000: 57). É o tempo do trabalho de autor quando são oferecidas condições para que alguns artistas desenvolvam um trabalho que não poderia ser feito em compacto. Já para Marchi, "o padrão de consumo do LP também merece menção. Com o surgimento da estética do álbum, os discos passam a serem vistos como obras de arte em si" (Marchi, on-line). Dessa forma, o álbum passa a ser consumido como livros. Ao ser colecionado em discotecas privadas ganha o status de obra fonográfica de um objeto cultural digno de nota.